# Sylloge Tacticorum

Le Sylloge Tacticorum, en grec Συλλογή Τακτικών (signifiant « Une compilation de tactiques »), est un manuel militaire byzantin datant peut-être du Xe siècle et rédigé en grec par un auteur inconnu ; il a pour but de compiler les stratégies guerrières de l’Empire à cette époque. Ce texte s’ancre dans la tradition antique de compilation des connaissances, telle qu’effectuée par les auteurs grecs et romains puis poursuivie à Byzance notamment via le Taktika de Léon VI. Le Sylloge Tacticorum se démarque néanmoins de toute cette production littéraire, alors qu’il est rédigé dans un contexte bien précis, où une recrudescence dans la production de tels textes s’observe en raison des développements politiques et culturels des IXe et Xe siècles. Bien que le Sylloge Tacticorum se propose d’effectuer une vue d’ensemble des tactiques et pratiques militaires byzantines, il met tout de même certains aspects en exergue, notamment en ce qui concerne l’infanterie, la cavalerie et les technologies militaires.

## Contexte militaire au Xe siècle
Lors du Xe siècle, Byzance constitue la plus importante puissance des mondes chrétiens et méditerranéens, alors qu’elle comprend une partie de l’Italie, des Balkans et de l’Asie mineure. Le Sylloge Tacticorum est rédigé alors que la dynastie macédonienne est au faîte de sa puissance. L’Empire jouit à cette époque d’une relative paix en Orient, lui permettant d’étendre son territoire notamment en Bulgarie avec l’aide des russes, entraînant de ce fait une expansion vers le Nord puis en Mésopotamie.

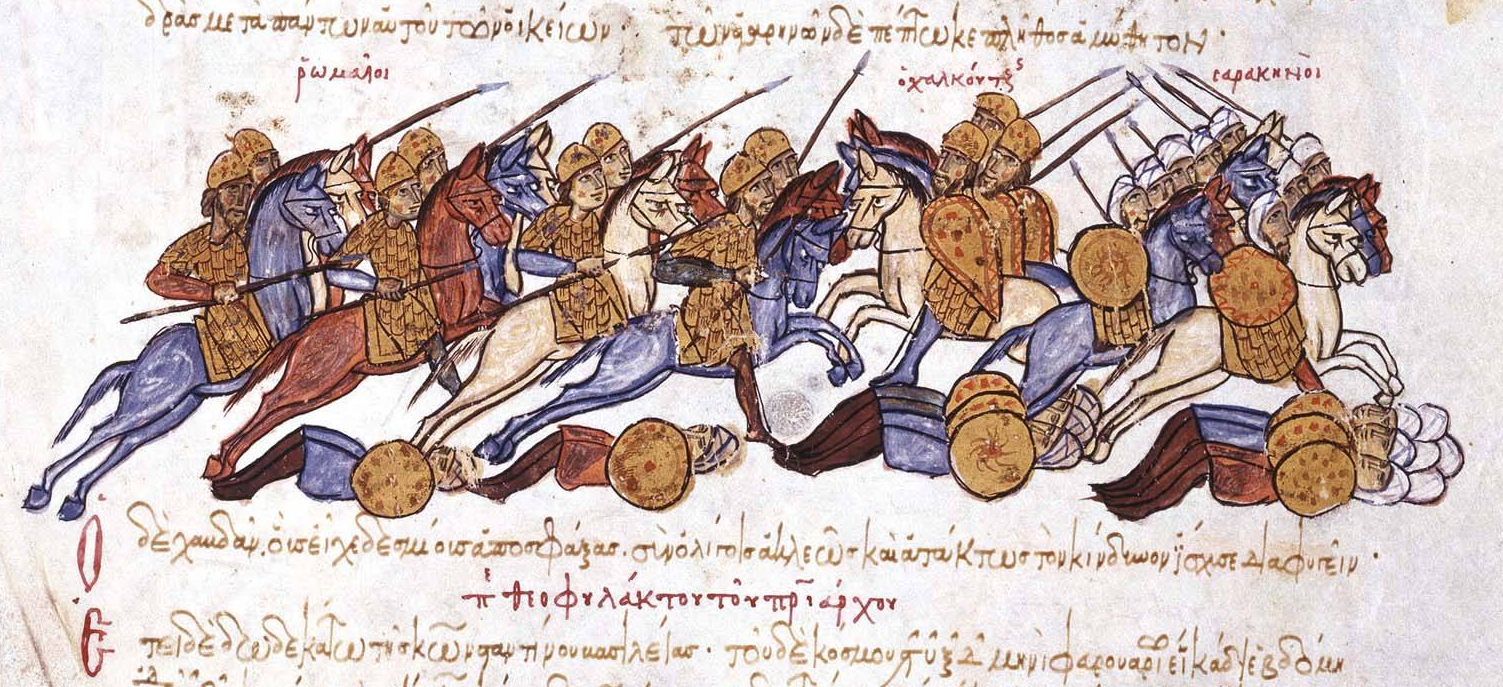
Combat entre byzantins et arabes hamdanides, illustration de la Chronique de Skylitzès de Madrid.

Bien que la datation de ce document reste incertaine, il est possible d’avancer que son écriture remonte aux premières décennies du Xe siècle, alors que l’Empire byzantin est administré par la dynastie des Macédoniens fondée par l’empereur Basile I en 867. Les instabilités du début du Xe siècle, avec la révolution de palais menée par Romain I Lécapène en 919, puis le retour des Macédoniens avec Constantin VII en 945 fragilisent l’Empire face à son ennemi traditionnel, le Califat abbasside, qui mène des raids annuels à ses frontières. Dans ce contexte se manifeste un besoin de stabilité, matérialisé par la production de nombreux manuels militaires. Le Sylloge Tacticorum émerge donc alors que l’Empire byzantin ressent le besoin de se doter de méthodes de défenses, de fortification et de consolidation puis de développement de l’armée afin de conserver ses acquis territoriaux et sa puissance. 
Dans cet ordre d’idées, l’écriture du Sylloge Tacticorum s’effectue alors que la balance commence à pencher en faveur des byzantins. En effet, les nombreux affrontements avec les arabes à la frontière asiatique et les multiples conflits avec les bulgares dans les Balkans s’atténuent lors de cette période, après plusieurs siècles d’affrontements. En fait, le Xe siècle byzantin représente une période majeure de changements et d'innovations militaires. Un grand nombre de tactiques se modifient, notamment en matière d’infanterie et de cavalerie. Ces changements peuvent d'ailleurs être considérés comme des réactions face aux armées et tactiques arabes qui menacent l’Empire à ses frontières. Ainsi, du fait des multiples batailles composant la trame historique de l’État byzantin, on observe une production considérable de manuels militaires illustrant la disposition de Byzance à apprendre de ses ennemis en ce qui concerne les tactiques guerrières et à les imbriquer au sein des siennes. La tradition des sciences militaires byzantines, de par la reconnaissance de l’intellect puis des méthodes ennemies, découle ainsi de la tradition antique. Cette étude de la guerre se renouvelle au Xe siècle, où beaucoup de textes et de manuels sont produits. Ce regain d’activité s’explique par la menace de plus en plus présente des arabes aux frontières : il faut plus que jamais trouver de meilleurs moyens de protéger l’Empire de ses ennemis.

## Contexte littéraire au Xe siècle
Avant les troubles liés à la succession des Macédoniens, la stabilisation des frontières offre un cadre propice à l’essor d’une forte production de manuels militaires, dans lequel s’inscrit le Sylloge Tacticorum. Celui-ci est l'un des produits de la Renaissance macédonienne, en suivant cette mouvance de production littéraire ayant pour but premier d’éduquer via un programme original basé sur les anciens principes grecs développés entre autres par Homère et Platon. Le Sylloge Tacticorum s’insère ainsi dans une longue tradition littéraire de manuels militaires remontant à l’Antiquité, mais dont les exemples les plus influents dérivent des VIe et VIIe siècles, notamment le Strategikon de l’empereur Maurice et le Peri Strategias de Syrianus Magister, datant tous deux du IXe siècle. En fait, au niveau littéraire, le Xe siècle s’inscrit dans la Renaissance macédonienne, caractérisée par un essor intellectuel, notamment en ce qui concerne les nombreux manuels militaires, rédigés alors que les arabes menacent les frontières de l’Empire et qu’un besoin pressant de discipliner l’armée se fait sentir.

## Composition du document
Le Sylloge Tacticorum est une compilation de tactiques puis de stratagèmes militaires réunis au sein d’un manuel datant peut-être du Xe siècle et dont l’auteur reste inconnu.
Le texte conservé aujourd’hui est un manuel de cent-deux chapitres divisé en trois sections distinctes. La première (chapitres un à cinquante-six) se concentre sur différents sujets reliés directement au combat, tels le commandement des troupes, les formations, les sièges, la division des corps armés, la défense, l’espionnage, ainsi que la conduite à tenir lors des raids. La seconde partie (chapitres cinquante-sept à soixante-quinze) traite quant à elle des moyens d’endommager l’armée ennemie, notamment en élaborant sur les techniques afin de préparer des mélanges empoisonnés puis comment s’en défendre. La partie finale (chapitres soixante-seize à cent-deux), contient quelques anecdotes sur certains généraux grecs puis romains et les stratagèmes guerriers qu’ils utilisèrent lors de leurs campagnes militaires.
En tant que produit de la Renaissance macédonienne, le Sylloge Tacticorum constitue un amalgame de nouvelles conceptions militaires propres au Xe siècle et d’idées recyclées à partir d’anciens ouvrages. Certains passages sont clairement des dérivés du Taktika de Léon VI ou des textes plus classiques d’Onosandre. Nonobstant ces emprunts, le Sylloge Tacticorum est bien ancré dans sa période de production, puisqu’il se réfère spécifiquement à de nouvelles stratégies particulièrement agressives envers les ennemis présents aux frontières et à des types d’armement novateurs, tel le menavlion, reflétant ainsi les particularités et les soucis de l’époque. Ce manuel montre ainsi qu’il est de plus en plus important pour les byzantins de combattre en formations disciplinées, particulièrement en ce qui concerne la cavalerie et l’infanterie. Dans cette optique, le Sylloge Tacticorum s’inscrit dans une tentative de discipliner l’armée pour en augmenter l’efficacité face à ses ennemis, notamment les arabes, en insistant notamment sur les formations à adopter au sein de l’infanterie puis de la cavalerie. 
Bien que le Sylloge Tacticorum se propose d’effectuer une vue d’ensemble des tactiques et pratiques militaires byzantines du Xe siècle, il met tout de même certains aspects en exergue. C’est le cas notamment des formations de marche assurant réellement la protection des soldats lors des assauts, ainsi que de la retraite des troupes et surtout des moyens d’éviter les offensives visant la capture de prisonniers byzantins. L’auteur s’étend aussi longuement sur la défense des troupes byzantines lors des raids arabes, puis informe sur les manières d’attaquer l’ennemi lorsqu’il se repose ou établit son campement. Dans cette optique, le Sylloge Tacticorum fait état, de manière détaillée, des moyens les plus efficaces pour affaiblir l’ennemi sans subir de trop grandes pertes du côté byzantin. C’est dans ce but ultime qu'il aborde la formation en carré au sein de l’infanterie. Celle-ci, traitée dans le chapitre quarante-sept, doit se composer de huit à douze intervalles soigneusement organisés, et dont les hommes doivent faire preuve d’une très grande discipline. Selon cette perspective, le Sylloge Tacticorum représente donc une encyclopédie des tactiques guerrières byzantines, où fourmillent les descriptions et les détails sur la manière de faire la guerre dans l’Empire.

## Un grand nombre d'emprunts le compose
Écrit dans un contexte militaire particulier, le Sylloge Tacticorum constitue un amalgame de pratiques guerrières démodées, telle que la guérilla (qui reste malgré tout cruciale jusqu’au règne de Nicéphore II Phocas) et de nouvelles tactiques, notamment la contre-attaque, qui revient en force dans les pratiques guerrières de Byzance à cette époque. Une large part du contenu développé dans le Sylloge Tacticorum dérive de textes antérieurs, comme il était fréquent dans la littérature byzantine. Il emprunte certains de ses éléments à d’autres, notamment au Taktika de Léon VI puis au Peri Strategias de Syrianus Magister, ainsi qu'à la littérature grecque antérieure au IIIe siècle, via les écrits d’Onosandre et d’Élien le Tacticien.
Dans cette optique de mélange entre l’ancien et le nouveau, le Sylloge Tacticorum, comme les autres manuels militaires du Xe siècle, témoigne de l’influence accrue des autres cultures entourant l’Empire. Une forte influence arabe commence à s’immiscer dans la société byzantine au Xe siècle, y compris dans la production littéraire où s’insère le Sylloge Tacticorum. À cette période, la conception militaire arabe commence à déteindre sur l’armée byzantine, surtout en ce qui concerne la cavalerie. Le chapitre quarante-six de ce manuel mentionne par exemple l’incorporation de la troisième ligne de cavalerie au sein des armées, alors que la façon traditionnelle de la déployer était un front uni sur deux lignes.

## Exemples d'encyclopédisme
Le Sylloge Tacticorum constitue un miroir des innovations militaires byzantines au Xe siècle en fournissant des compléments et des additions aux sources classiques dont il s’inspire, en plus de fournir une nouvelle façon de voir la guerre via l’infanterie, la cavalerie, les tactiques et l’équipement. Dans cet ordre d’idées, le Sylloge Tacticorum permet d’observer l’évolution de la pratique guerrière à Byzance au Xe siècle, puisqu’en faisant état des innovations militaires, il offre un portrait des pratiques antérieures, de par ses références aux classiques antiques ou aux autres manuels byzantins rédigés avant lui. Ainsi, cet ouvrage constitue une porte ouverte sur le milieu militaire de l’Empire en introduisant le lecteur aux pratiques guerrières byzantines du Xe siècle et de leur évolution. 

### L'infanterie
Un exemple de l’encyclopédisme témoigné par l’auteur est l’unité d’infanterie byzantine. Le chapitre quarante-trois explique que la profondeur de celle-ci ne doit pas être inférieure à sept lignes ni supérieure à seize, puis qu'elle doit absolument être mixte, c’est-à-dire composée de soldats et d’archers. Selon l’auteur, les unités comportant des rangs plus petits ne pourront résister à des attaques simultanées du devant et des flancs. Le meilleur moyen de résister aux assauts ennemis est alors de former des unités de deux rangs de soldats d’infanterie entourant des archers, afin de causer le maximum de dommages à l’ennemi. La meilleure tactique consiste donc à créer des unités mixtes assurant une meilleure résistance de l’armée puis de l’unité contre les assauts. 
La nouveauté du Sylloge Tacticorum est ainsi l’étude de l’apparition de nouvelles unités et tactiques au sein de l’armée byzantine. De fait, les nouvelles dispositions guerrières découlant du contexte plus général du Xe siècle, amènent tranquillement l’avènement de tactiques « modernes » en ce qui concerne l’infanterie et la cavalerie, ce que prend bien soin de noter l’auteur. Celui-ci s’attarde ainsi sur l’introduction au sein de l’infanterie de mercenaires appelés Peltastai. Ces hommes, armés plus légèrement que les autres soldats, c’est-à-dire d'épées, de lances, de petits javelots et de petits boucliers, ont pour mission de se jeter dans la mêlée lors des batailles. Une autre nouveauté du Sylloge Tacticorum se trouve dans le corps des Menavlatoi, c’est-à-dire des soldats d’infanterie chargés de repousser les assauts de la cavalerie lourde ennemie à l’aide de menavlion, une longue lance de trois à quatre mètres munie d’un couteau à son extrémité.
Le Sylloge Tacticorum est d'ailleurs le premier des nombreux manuels militaires byzantins du Xe siècle à se référer au corps d’infanterie des Menavlatoi. Celui-ci, constitué de soldats maniant le javelot et la lance, est composé de quelque trois cent hommes de pieds se déployant devant les premiers rangs de l’unité d’infanterie. En pointant  leurs longues armes devant le corps principal, les soldats composant les Menavlatoi font office de bouclier au reste de l’infanterie, puisque se sont eux qui reçoivent le premier choc de la cavalerie lourde ennemie. 

### La formation en carré
En plus d’évoquer l’infanterie et la cavalerie, le Sylloge Tacticorum se penche particulièrement sur la formation en carré des armées. Il accorde une importance toute particulière à ce style de formation, dont il définit les caractéristiques. Selon lui, celle-ci doit impérativement être composée d’intervalles de huit à douze rangs de soldats afin de mieux résister aux chocs occasionnés par l’ennemi. L’auteur tente d’expliquer plus clairement ses idées par des diagrammes quelque peu complexes. Ces images permettent de mieux comprendre les proportions et la place de chaque soldat dans la structure de l’infanterie byzantine du Xe siècle.

## Datation et conservation
Bien que ce manuscrit soit daté du Xe siècle, il est impossible d’affirmer avec certitude la date exacte de sa production, ni même son auteur, le texte semblant incomplet. Le titre et l’index du Sylloge Tacticorum semblent pouvoir être attribués au premier abord à Léon VI, mais une étude précise de ceux-ci montre qu’ils ont été rajoutés postérieurement. De même, certaines références aux soldats et à l’armement de la première moitié du Xe siècle, ne pouvant être attribués au Taktika de Léon VI, suggèrent plutôt une compilation au sein du Sylloge Tacticorum effectuée sous le règne de Constantin VII Porphyrogénète (913-959). Dans cette confusion, il n'y a pas de consensus parmi les historiens spécialisés dans l’Empire byzantin. 
Le Sylloge Tacticorum est connu grâce à trois copies de son manuscrit grec, dont la plus vieille, le Laurentianus Plut, mesurant 190 par 270 millimètres et comportant 278 folios, est conservée à la Biblioteca Medicea Laurenziana de Florence : elle a été réalisée en 1491 par l’érudit grec Janus Laskaris pour Laurent de Médicis. C’est donc par une copie produite plusieurs siècles après le texte original que les chercheurs ont aujourd’hui accès au Sylloge Tacticorum. Deux autres copies du texte conservées à la Bibliothèque nationale suisse et à la Bibliothèque nationale de France datent respectivement des XVIe et XVIIe siècles ; elles sont toutes deux tirées de deux éditions différentes du Codex Bernensis (en)[pas clair]. Ces copies d'époque différente se complètent, la première contenant les chapitres un à soixante-sept du Sylloge Tacticorum et la deuxième les chapitres suivants. Toutefois, comme pour le manuel lui-même, il est difficile d’établir clairement l’identité des auteurs, des scribes et des copistes, puisque aucune note ou dédicace ne figure sur les documents conservés.

### Monographies
- Georgios Chatzelis, Byzantine military manuals as literary works and practical handbooks: the case of the tenth-century Sylloge Tacticorum, Londres, Routledge, Taylor & Francis Group, 2019, 212 p.

- Georgios Chatzelis et Jonathan Harris, A Tenth-Century Byzantine Military Manual: The Sylloge Tacticorum, Londres, Routledge, Taylor & Francis Group, 2017, 170 p..

- Michel Kaplan, Byzance, Paris, Les Belles Lettres, 2010, 304 p.

- Georgios Theotokis, The Syntaxis Armatorum Quadrata: A Tenth-Century Tactical Blueprint, Édimbourg, Edinburgh University Press, 2018, 360 p.

### Articles
- Eric McGeer, « Infantry versus Cavalry: The Byzantine Response », Revue des études byzantines,‎ 1988, p. 135-145

- McGeer, « The Syntaxis Armatorum Quadrata: A Tenth-Century Tactical Blueprint », Revue des études byzantines,‎ 1992, p. 219-229